# لوش (بخش)
لوش (به فرانسوی: Loches) یک کمون در فرانسه است که در Canton of Loches واقع شده‌است.

## خصوصیات
لوش ۲۷٫۰۶ کیلومترمربع مساحت و ۶٬۴۷۸ نفر جمعیت دارد.

## خواهرخوانده
شهرهای ورملزکیرشن و سنت اندروز خواهرخوانده‌های لوش هستند.